# Anastasija Sevastova
Anastasija Sevastova (Liepāja, 13 de Abril de 1990) é uma tenista profissional letã. Tem como melhores rankings o 11º em simples (2018) e 56º em duplas (2018). Conquistou 4 títulos de simples no circuito WTA e possui uma semifinal de Slam (US Open de 2018).
Em fevereiro de 2022, anunciou uma pausa indefinida da carreira de tênis. Foi quando deu a luz ao primeiro filho. Retornou ao circuito no final de 2023.

## Finais

### Circuito WTA

#### Simples: 8 (4 títulos, 4 vices)
- Títulos

1. WTA de Jurmala, 07/2019: venceu  Katarzyna Kawa por 3–6, 7–5, 6–4;
2. WTA de Bucareste, 07/2018: venceu  Petra Martić por 7–64, 6–2;
3. WTA de Maiorca, 06/2017: venceu  Julia Görges por 6–4, 3–6, 6–3;
4. WTA de Oeiras, 05/2010: venceu  Arantxa Parra Santonja por 6–2, 7–5.
- Vices

1. WTA de Pequim, 10/2018: perdeu para  Caroline Wozniacki por 3–6, 3–6;
2. WTA de Maiorca, 06/2018: perdeu para  Tatjana Maria por 4–6, 5–7;
3. WTA de Bucareste, 07/2016: perdeu para  Simona Halep por 0–6, 0–6;
4. WTA de Maiorca, 06/2016: perdeu para  Caroline Garcia por 3–6, 4–6.